# Anthony Danze
Anthony Danze (15 de março de 1984) é um futebolista profissional australiano que atua como meia-atacante.

## Carreira
Anthony Danze representou a Seleção Australiana de Futebol, nas Olimpíadas de 2004. 